# Блехман, Илья Израилевич
Илья Израилевич Блехман (29 ноября 1928 года — 3 февраля 2021 года) — советский и российский учёный-механик, специалист в области вибрационных процессов и машин. Лауреат премии имени А. А. Андронова (2018).

## Биография
Родился 29 ноября 1928 года.
В 1951 году окончил физико-механический факультет Ленинградского политехнического института.
Начал работать ещё во время учёбы в ВУЗе, во Всесоюзном научно-исследовательском и проектном институте механической обработки полезных ископаемых, в 1949 году.
В 1955 году — защитил кандидатскую диссертацию, тема: «Нелинейные задачи динамики вибрационных машин».
В 1963 году — защитил докторскую диссертацию, тема: «Синхронизация динамических систем».
С 1965 году — являлся членом национального комитета СССР по теоретической и прикладной механике.
В 1969 году — присвоено ученое звание профессора.
С 1996 по 2021 годы — работал заведующим совместной лабораторией НПК «Механобр-техника» и Института проблем машиноведения РАН.
Действительный член Международной, Санкт-Петербургской и Российской инженерных академий.
Илья Израилевич Блехман умер 3 февраля 2021 года.

## Научная деятельность
Основатель научной школы в области вибрационных процессов и машин и их использования для транспортировки, разделения, обогащения и преобразования различных сред, подготовил более 50 докторов и кандидатов наук, читал курсы лекций, как в университетах и институтах Санкт-Петербурга, так и в технических университетах за рубежом. Его теория успешно использовалась при разработке новых машин для горного дела, металлургических и химических производств.
Создал и развил ряд новых научных направлений в области теории нелинейных колебаний, прикладной механики, теории вибрационных процессов и машин, создатель теории вибрационных процессов.
Автор более 430 публикаций и 11 монографий, среди которых: «Вибрационное перемещение» совместно с Г. Ю. Джанелидзе, 1964 год); «Синхронизация динамических систем» (1971); «Прикладная математика: предмет, логика, особенности подходов» (1976, 2005, совместно с А. Д. Мышкисом и Я. Г. Пановко; немецкое издание 1983); «Синхронизация в природе и технике» (1981, издание на английском языке 1988), «Вибрационная механика» (1994, издание на английском языке 2000).

## Награды
- Премия Правительства Российской Федерации в области науки и техники (в составе группы учёных, за 1998 год) — за работу «Вибрационная техника — научные основы, создание, серийное производство и широкое использование в народном хозяйстве»[1]
- Заслуженный деятель науки Российской Федерации (2003)[2]
- Премия имени А. А. Андронова (совместно с А. Л. Фрадковым, за 2018 год) — за цикл работ «Синхронизация и управление нелинейными колебаниями»
- Премия имени Александра фон Гумбольдта (1999)
- Премия Аль-Зарезми Республики Иран (2000)
- Медаль имени П. Л. Капицы РАЕН (2002)
- Медаль имени А. Швейцера РАЕН (2005)
- Почётный машиностроитель Российской Федерации (2001)